# Santiago Domecq
Pour les articles homonymes, voir Domecq.

Le fer de l'élevage

Santiago Domecq est un élevage (ganadería) espagnol de toros de lidia du XXe siècle. Il s'étend sur trois propriétés en Andalousie, dans la province de Cadix près de Jerez de la Frontera : Garsisobaco, Rogiton Montifartillo.

## Historique

les armes du marquis de Domecq d'Usquain

D'origine Juan Pedro Domecq et Torrestrella, l'élevage appartenait à Emilia Gallardo Santos de los Barrios (Cadix) avant d'être racheté en 1949 par Pedro Domecq y Rivero Núñez de Villavicencio, deuxième marquis de Domecq d'Usquain. qui rajoute du bétail de Juan et José Belmonte, puis de  Guardiola en 1951.
L'élevage est ensuite revendu en 1955 à José Villar Vega qui le cède quelques années plus tard aux frères Núñez, lesquels le revendent à José Luis et Pablo Martín Berrocal. Revenue en 1981 dans les mains des frères Núñez, la ganadería est recomposée entièrement avec des étalons et des vaches Torrestrella, Jandilla et Juan Pedro Domecq.

## Caractéristiques
Les taureaux Santiago Domecq sont présents dans les grandes arènes. On dit « qu'ils se grandissent en cours de faena », ce qui signifie qu'ils acceptent les faenas assez longues et que leur caste s'affirme en cours de combat.  L'élevage a une devise bleu et blanc, son ancienneté à Madrid remonte au 9 avril 1961.

## Les grands succès
À Eauze en 1999 Manuel Caballero a triomphé avec un taureau Santiago Domecq dont la dépouille a été honorée d'un tour de piste. L'année 2001 a été particulièrement faste pour cet élevage qui a valu à El Juli et à  El Califa une sortie a hombros   des arènes de Valence lors de la feria des Fallas de Valence le 17 mars 2001. C'est également un Santiago Domecq que Juan Bautista a affronté à Madrid lors de la feria d'automne pour sa confirmation d'alternative. Le 12 aout 2018, lors de la féria de Dax, c'est le toro Lebrero (490 kg) toréé par Ginès Marin qui est gracié après une faena qui est allée crescendo (Article Ouest France) 